# Жили-были старик со старухой
«Жили-были старик со старухой» — советский художественный полнометражный чёрно-белый фильм режиссёра Григория Чухрая, снятый в 1964 году на киностудии «Мосфильм».

## Сюжет
Старики Гусаковы, лишившись крова из-за пожара, отправились в Заполярье к дочери Нине, жизнь которой не складывается.

## В ролях
- Иван Марин — Григорий Иванович Гусаков, старик
- Вера Кузнецова — Наталья Максимовна Гусакова, старуха
- Георгий Мартынюк — Валентин, зять Гусаковых
- Людмила Максакова — Нина, дочь Гусаковых
- Галина Польских — Галя, соседка Валентина
- Анатолий Яббаров — Володя, сектант
- Виктор Колпаков — фельдшер
- Николай Крючков — Анатолий, директор совхоза
- Гиули Чохонелидзе — инженер
- Николай Сергеев — Николай, бухгалтер

## Съёмочная группа
- Авторы сценария: Юлий Дунский, Валерий Фрид
- Режиссёр: Григорий Чухрай
- Оператор: Сергей Полуянов
- Композитор: Александра Пахмутова
- Художник по костюму: Валентин Перелётов

## Фестивали и награды
- Фильм-участник Каннского кинофестиваля 1965 года; специальная премия Вере Кузнецовой за исполнительское мастерство.[источник не указан 1137 дней]